# حوائط أمستردام

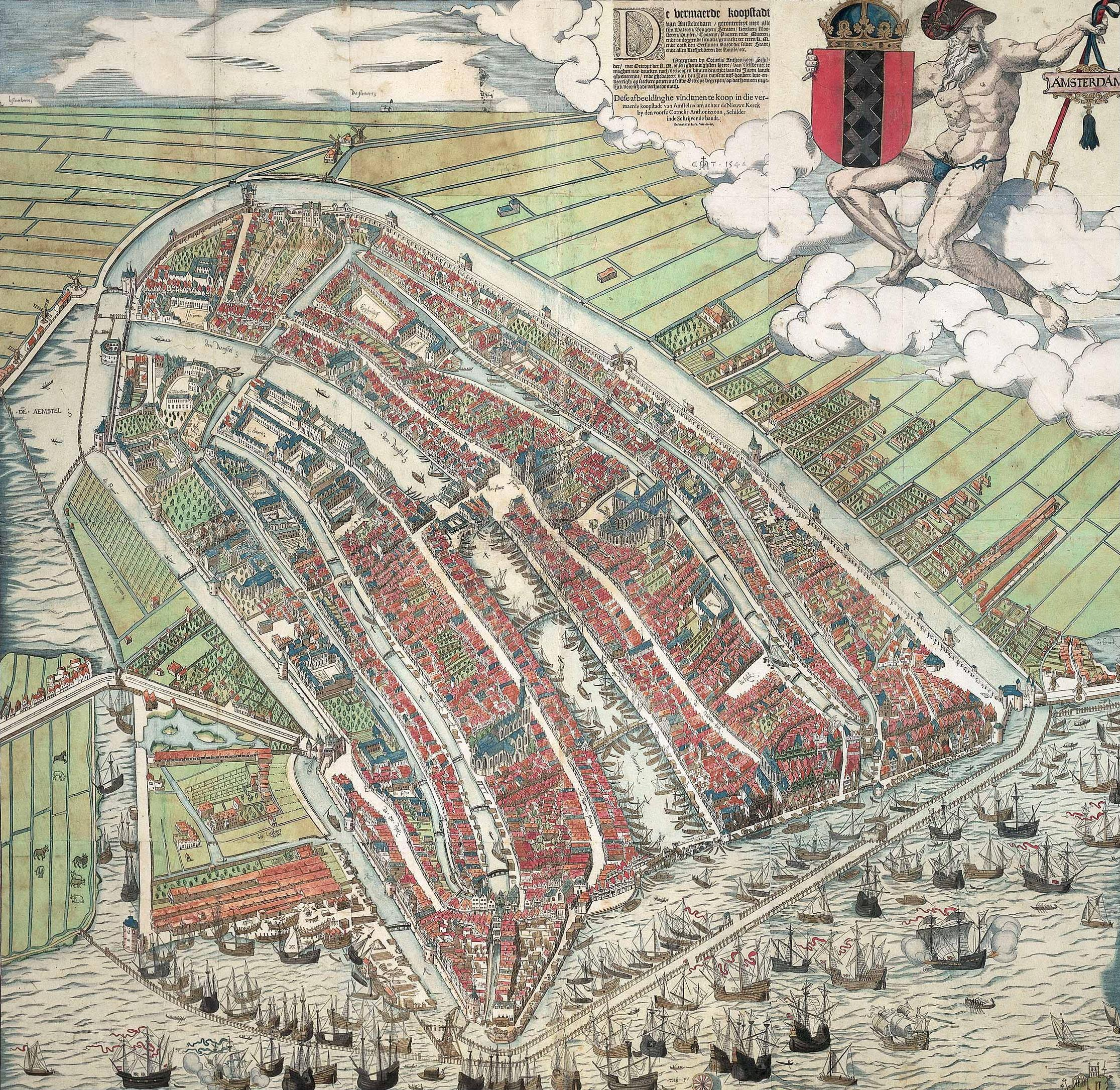
مدينة العصور الوسطى ويظهر في الصورة حوائطها، ويمكن رؤية البوابات والأبراج على هذه الخريطة بواسطة Cornelis Anthoniszoon بتاريخ 1538

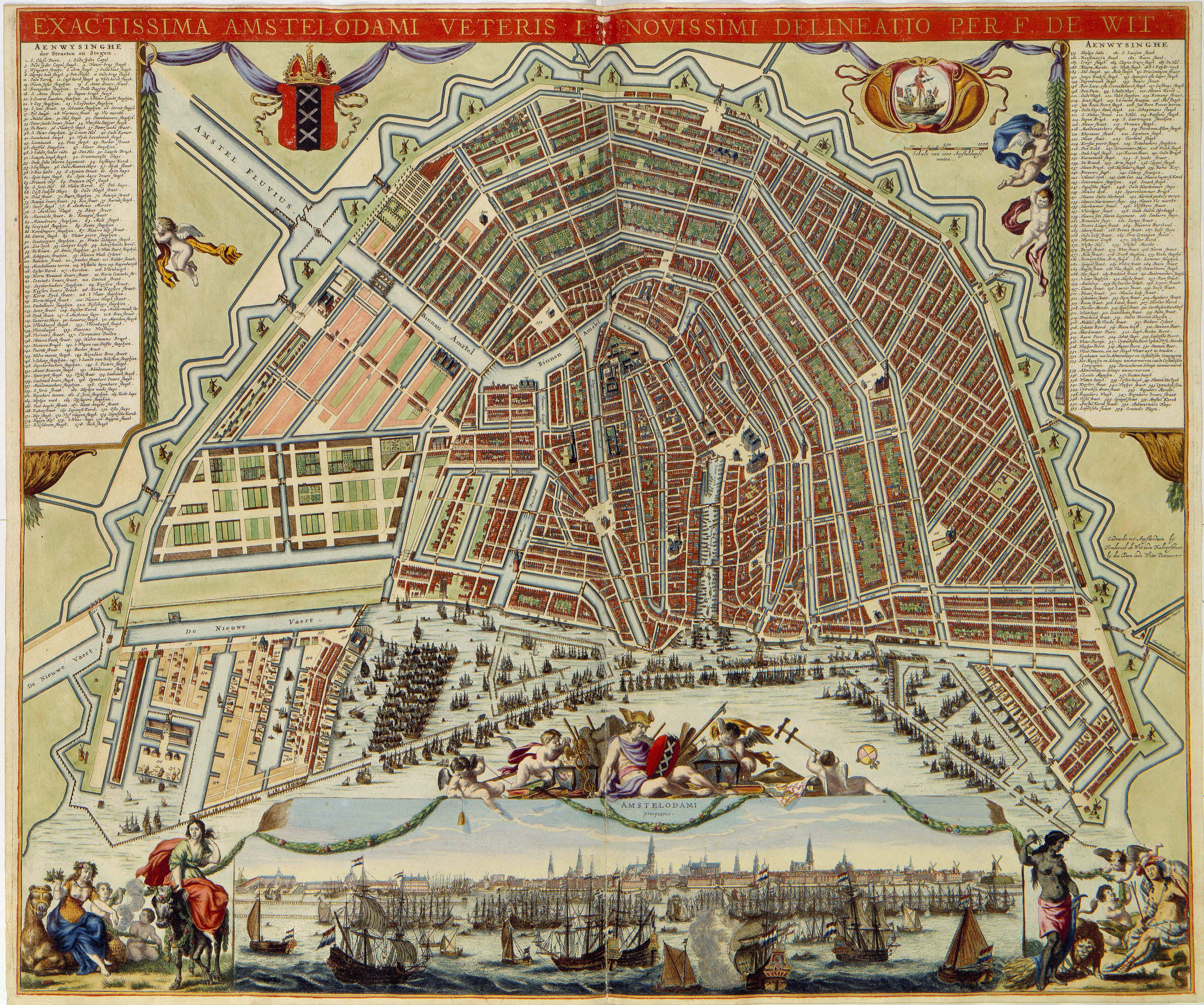
حوائط القرن 17 وبها 26 معقلاً خريطة رسمها Frederik de Wit

حوائط أمستردام بنيت في العصور الوسطى كي تحمي المدينة من الهجمات. وقد تم استبدال حوائط العصور الوسطى بسلسلة من الزوايا المحصنة في القرن ال17. في القرن 19 تم هدم الحوائط واستبدلت بخط دفاع أمستردام (Stelling van Amsterdam). وهو خط تحصين أحاط بأمستردام على مبعدة من المدينة.

## مزيد من القراءة
- Ernest Kurpershoek, Amsterdam verdedigd: Bescherming van de stad, Uitgeverij Bas Lubberhuizen, Amsterdam 2004 (Dutch)
- René Ros, "Verdedigingswerken van Amsterdam door de eeuwen heen", Erfgoed van Industrie en Techniek 2010, nr. 1 (Dutch)
- Raoul Serree, Amsterdam ommuurd: Het raadsel van de middeleeuwse stadsmuur (1481-1601), Uniepers, 1999 (Dutch)